# Stelis laverna
Stelis laverna är en biart som beskrevs av Baker 1999. Stelis laverna ingår i släktet pansarbin, och familjen buksamlarbin. Inga underarter finns listade i Catalogue of Life.